# Fairy

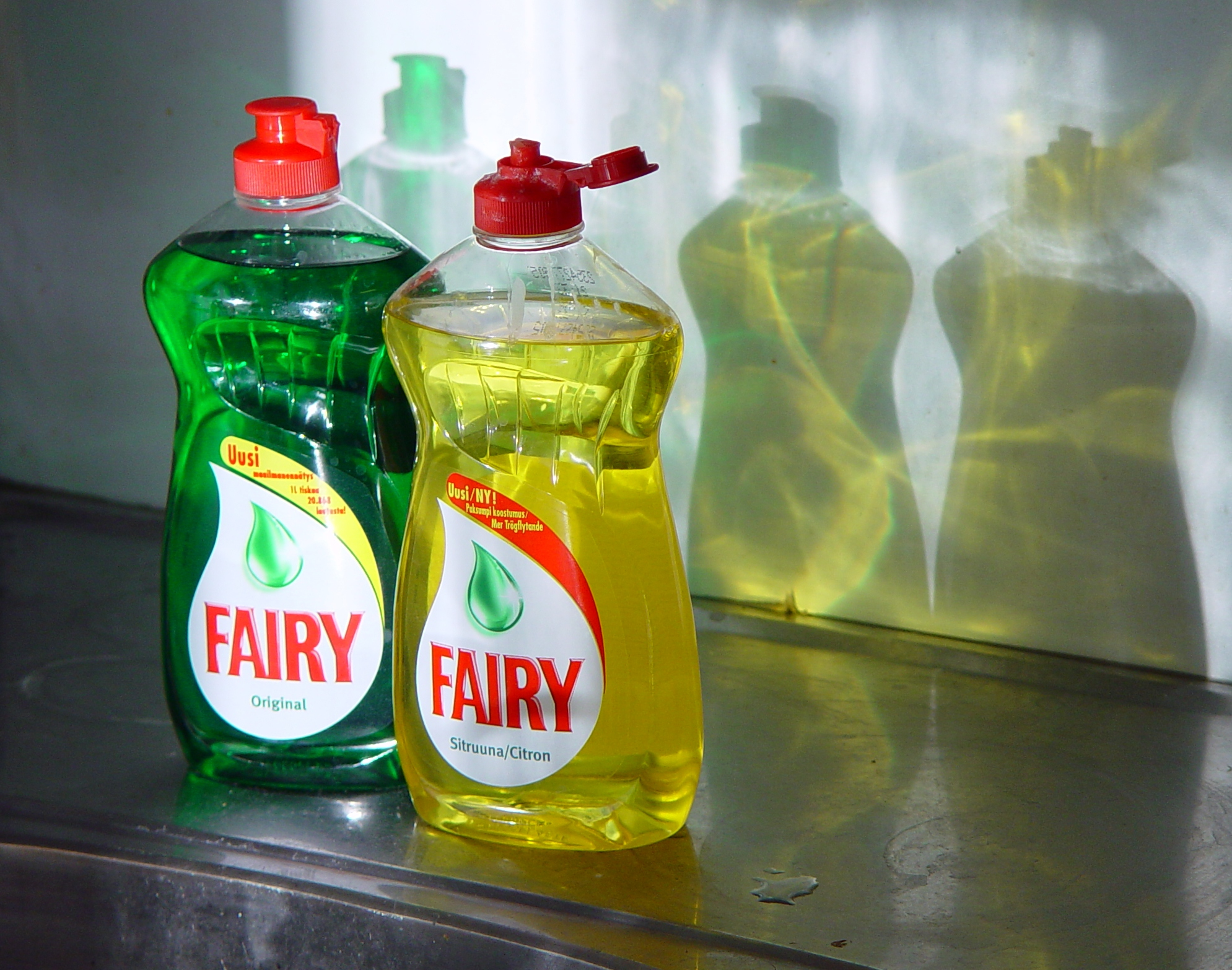
Fairy

Fairy – marka płynu do mycia naczyń produkowanego przez Procter & Gamble.

## Rodzaje
- Egzotyczny Granat i Czerwona Pomarańcza
- Apetyczne Jabłko
- Orzeźwiająca Cytryna
- Aromatyczna Pomarańcza i Trawa Cytrynowa
- Kojący Rumianek
- Relaksujące Drzewo Herbaciane i Mięta